# Comastoma traillianum
Comastoma traillianum là một loài thực vật có hoa trong họ Long đởm. Loài này được (Forrest) Holub mô tả khoa học đầu tiên năm 1967.